# Ben Blushi
Ben Blushi (Tirana, 1º gennaio 1969) è un giornalista, scrittore e politico albanese.

## Biografia
È nato a Tirana il 1º gennaio 1969, dove ha studiato presso l'Università di Tirana laureandosi in lingua e letteratura albanese. È stato direttore del giornale Koha Jonë e ha scritto anche per Rilindja Demokratike.
La sua opera letteraria è incentrata sulla storia albanese e sull'Albania contemporanea. Nell'aprile 2008 ha pubblicato il suo romanzo d'esordio, Të jetosh në ishull (Vivere su un'isola); il romanzo ripercorre la storia dell'Albania sotto l'impero ottomano (XV-XVIII sec.), con una vasta e controversa trattazione dell'islamizzazione del Paese. Nel giro di un paio di mesi il libro vendette oltre 30 000 copie. Il suo secondo romanzo, Otello, il Moro di Valona, si è aggiudicato il Premio letterario dell'Unione europea nel 2014 mentre i suoi romanzi successivi, Kandidati (Il candidato) e KM: Kryeministri (Il primo Ministro), sono stati best seller alla Fiera del libro di Tirana rispettivamente nel 2015 e 2016.

### Carriera politica
Nel 1999 Blushi iniziò la carriera politica nel governo del Primo ministro Fatos Nano. Per alcuni mesi ricoprì la carica di Viceministro degli affari esteri, e alla fine del 2000 divenne Prefetto di Coriza. Ha ricoperto inoltre la carica di Ministro dell'istruzione e Ministro del governo locale e della decentralizzazione.
Alle elezioni parlamentari del 2001 Blushi è stato eletto all'Assemblea dell'Albania nelle file del Partito Socialista Albanese, prima di fondare un nuovo partito, LIBRA, nell'ottobre 2016. In seguito è stato deputato per LIBRA ma non è stato rieletto nelle elezioni del 2017. Nel gennaio 2018 ha lasciato il partito e la vita politica per divenire direttore generale del canale televisivo Top Channel.

## Vita privata
Blushi è ateo.

## Opere

### Romanzi
- Të Jetosh Në Ishull, Toena, Tirana 2008
- Otello: il moro di Valona (Otello, Arapi i Vlorës, Toena, Tirana 2009), Milano - Udine, Mimesis, 2018 traduzione di Elda Katorri ISBN 978-88-575-4561-5.
- Shqipëria, Mapo Editions, Tirana 2011.
- Kandidati, UET, Tirana 2015[11]
- KM: Kryeministri, Mapo Editions, Tirana 2016

### Saggi
- Hëna e Shqipërisë, UET, Tirana 2014.

## Premi
- Premio letterario dell'Unione europea, Albania, Otello, Arapi i Vlorës (Otello, il moro di Valona, traduzione italiana di Elda Katorri)[12]